# سوزان تورنبول
سوزان وولف تورنبول أو «سوزي» (من مواليد 2 نوفمبر 1952) هي سياسية أمريكية كانت المرشحة الديمقراطية لمنصب نائب الحاكم في انتخابات حكام ولاية ماريلاند عام 2018 إلى جانب المرشح لمنصب الحاكم بين غيور. في السابق، شغلت منصب رئيس الحزب الديمقراطي بولاية ماريلاند ونائب رئيس اللجنة الوطنية الديمقراطية.

## تعليم
حصلت تورنبول على درجة البكالوريوس في الآداب في التصميم الداخلي من جامعة ماري مونت، وبكالوريوس العلوم في خدمات المجتمع والشؤون الحضرية من جامعة سينسيناتي، وماجستير العلوم في الدراسات الحضرية من جامعة ميريلاند (كوليج بارك).